# محوطه تاریخی گوند
محوطه تاریخی گَوَند ، مربوط به دوره مس سنگی که در شهر باغستان از توابع بخش اسلامیه، شهرستان فردوس واقع شده‌است.
این اثر در تاریخ ۱ آذر ۱۳۸۸ با شمارهٔ ثبت ۲۸۱۲۷ به‌عنوان یکی از آثار ملی ایران به ثبت رسیده است.